# Dimorphanthera
Dimorphanthera är ett släkte av ljungväxter. Dimorphanthera ingår i familjen ljungväxter.

## Dottertaxa tillDimorphanthera, i alfabetisk ordning[1]
- Dimorphanthera albida
- Dimorphanthera albiflora
- Dimorphanthera alpina
- Dimorphanthera alpivaga
- Dimorphanthera amblyornidis
- Dimorphanthera amoena
- Dimorphanthera amplifolia
- Dimorphanthera anchorifera
- Dimorphanthera angiliensis
- Dimorphanthera anomala
- Dimorphanthera antennifera
- Dimorphanthera apoana
- Dimorphanthera beccariana
- Dimorphanthera brachyantha
- Dimorphanthera bracteata
- Dimorphanthera brassii
- Dimorphanthera brevipes
- Dimorphanthera calodon
- Dimorphanthera clemensiae
- Dimorphanthera collinsii
- Dimorphanthera continua
- Dimorphanthera cornuta
- Dimorphanthera crassifolia
- Dimorphanthera cratericola
- Dimorphanthera declinata
- Dimorphanthera dekockii
- Dimorphanthera denticulifera
- Dimorphanthera doctersii
- Dimorphanthera dryophila
- Dimorphanthera elegantissima
- Dimorphanthera eymae
- Dimorphanthera fissiflora
- Dimorphanthera forbesii
- Dimorphanthera glauca
- Dimorphanthera gracilis
- Dimorphanthera hirsutiflora
- Dimorphanthera ingens
- Dimorphanthera inopinata
- Dimorphanthera intermedia
- Dimorphanthera kalkmanii
- Dimorphanthera kempteriana
- Dimorphanthera keysseri
- Dimorphanthera lancifolia
- Dimorphanthera latifolia
- Dimorphanthera leucostoma
- Dimorphanthera longifolia
- Dimorphanthera longistyla
- Dimorphanthera macbainii
- Dimorphanthera macleaniifolia
- Dimorphanthera magnifica
- Dimorphanthera megacalyx
- Dimorphanthera meliphagidum
- Dimorphanthera microphylla
- Dimorphanthera militaris
- Dimorphanthera myzomelae
- Dimorphanthera napuensis
- Dimorphanthera nigropunctata
- Dimorphanthera obtusifolia
- Dimorphanthera ovatifolia
- Dimorphanthera papillata
- Dimorphanthera parviflora
- Dimorphanthera parvifolia
- Dimorphanthera peekelii
- Dimorphanthera prainiana
- Dimorphanthera pulchra
- Dimorphanthera racemosa
- Dimorphanthera robbinsii
- Dimorphanthera seramica
- Dimorphanthera tedentii
- Dimorphanthera thibaudifolia
- Dimorphanthera torricellensis
- Dimorphanthera tridens
- Dimorphanthera umbellata
- Dimorphanthera vaccinioides
- Dimorphanthera velutina
- Dimorphanthera vestita
- Dimorphanthera viridiflora
- Dimorphanthera wisselensis
- Dimorphanthera wollastonii
- Dimorphanthera womersleyi
- Dimorphanthera vonroemeri
- Dimorphanthera wrightiana